# Museo de Colchagua
El Museo de Colchagua es un museo chileno ubicado en la comuna de Santa Cruz, en la Región del Libertador Bernardo O'Higgins. Es una institución de carácter privado, administrado por la Fundación Cardoen, encabezada por el empresario chileno Carlos Cardoen.

## Historia
El Museo de Colchagua fue inaugurado por Carlos Cardoen el 20 de octubre de 1995, gracias a la recolección de diversos objetos históricos por parte del empresario en sus viajes fuera de Chile.
La casona que alberga el museo sufrió daños en el terremoto del 27 de febrero de 2010, por lo que se mantuvo cerrado por ocho meses, para efectuar diversas tareas de reparación. Cerca del 60% de sus colecciones sufrieron daños, resultando muy afectada la colección de arte precolombino, con roturas. El museo fue reinaugurado el 2 de octubre de ese mismo año, con la presencia del presidente Sebastián Piñera.

## Colecciones

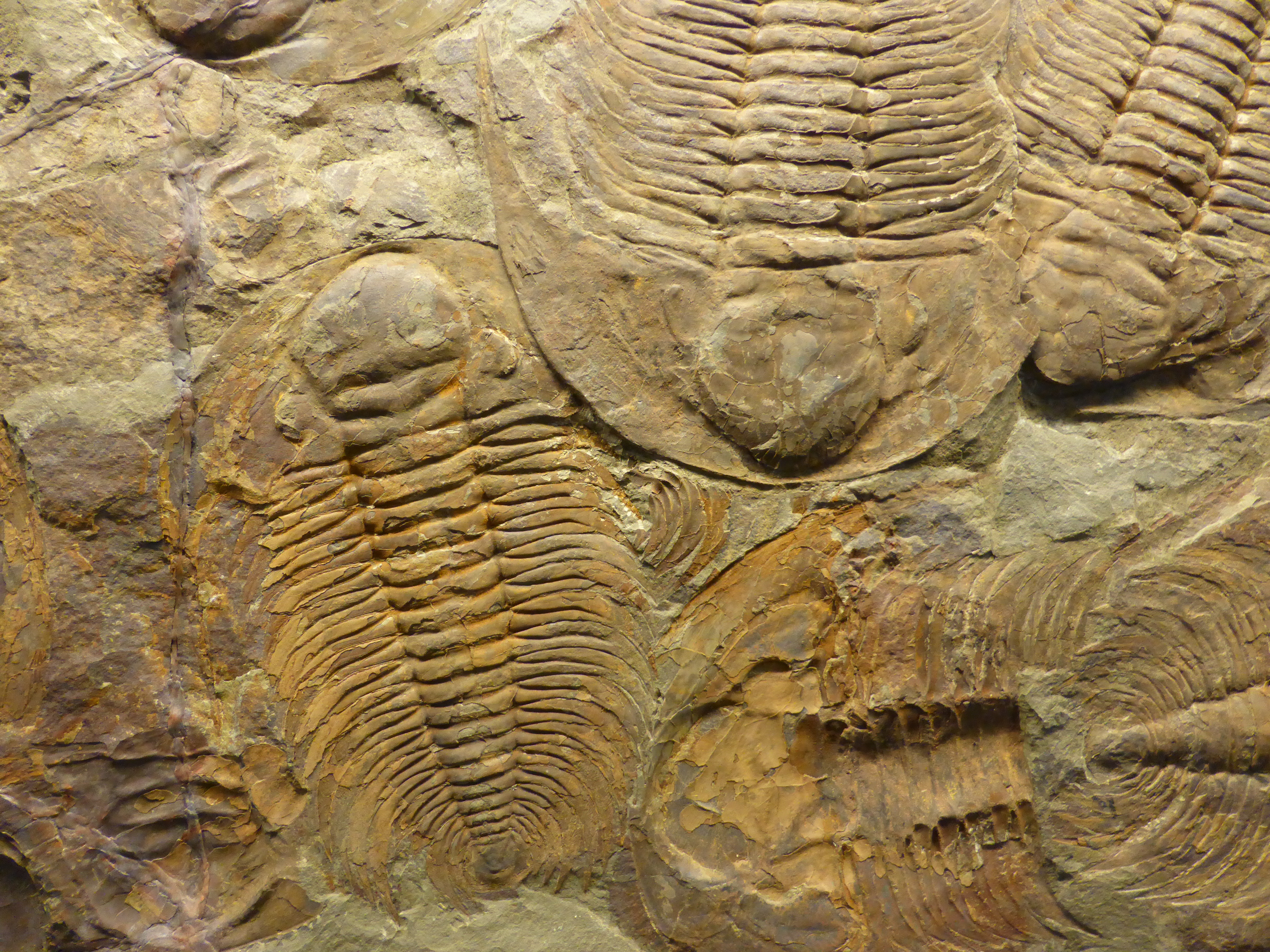
Fósiles de trilobites de la especie acadoparadoxides, provenientes de Alnif (Marruecos). Primera sala del Museo de Colchagua.

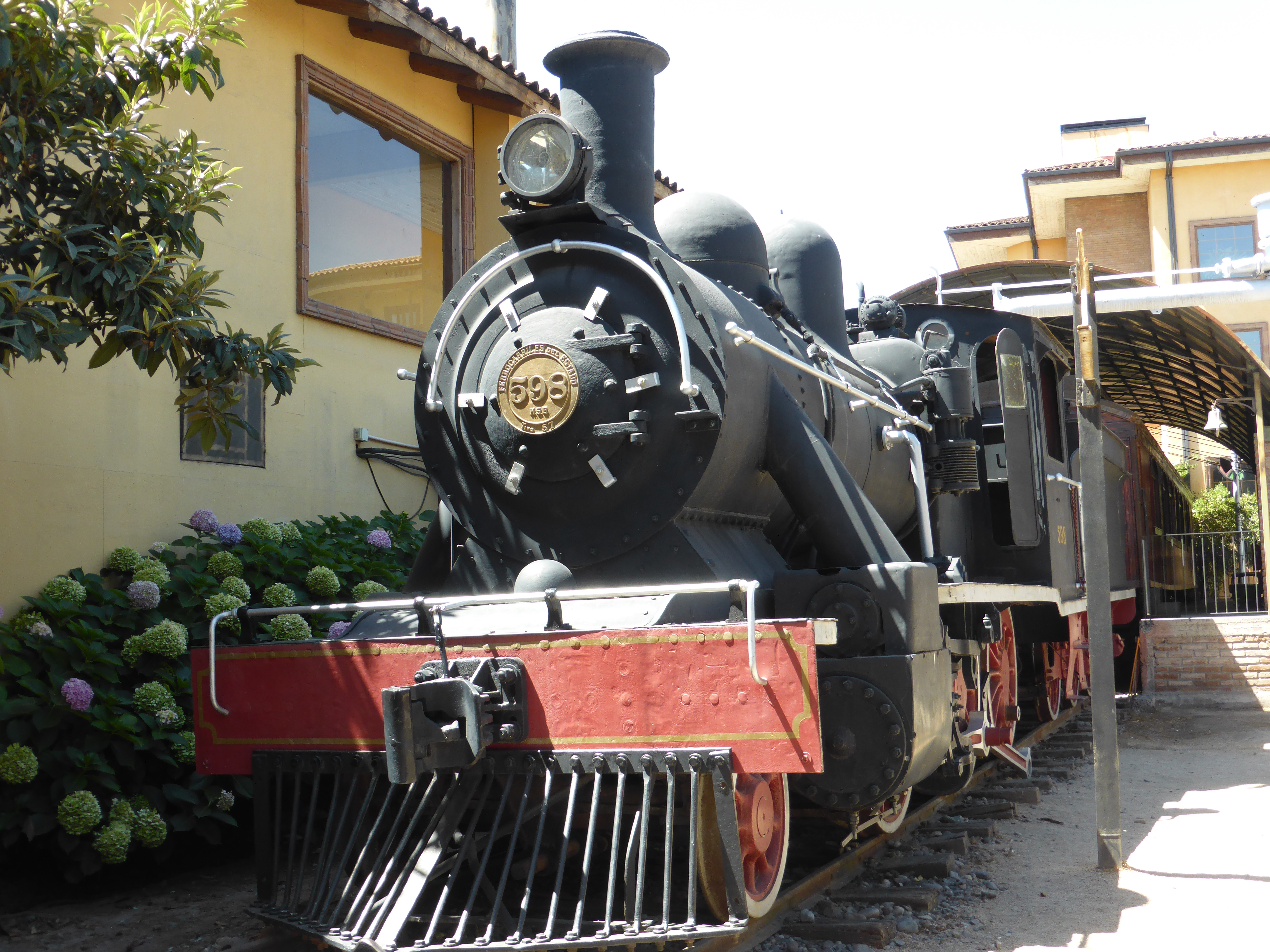
Locomotora de vapor número 598 de Ferrocarriles del Estado, tipo 57. Fabricada con planos de North British, entre los años 1908 y 1914.

Su colección abarca cerca de 7000 objetos relacionados principalmente con las áreas de paleontología, arqueología, e historia de Chile y del mundo. En sus salas posee sectores dedicados a cada tema:
- Paleontología: Contiene fósiles de distintas especies.
- Prehistoria de Chile: Posee objetos relacionados con las diversas culturas aborígenes del país.
- Prehistoria de América: Exhibe artículos pertenecientes a culturas prehispánicas del continente.
- Conquista: Posee documentos que pertenecieron a Pedro de Valdivia y armas utilizadas en la época.
- Colonia: Se exhiben objetos de uso cotidiano en la época, incluyendo monedas y muebles del período.
- Arte litúrgico: Contiene imaginería religiosa de diversas épocas, principalmente de los siglos XVII y XVIII.
- Independencia de Chile: Posee el acta de instal de la constitución de la Primera Junta Nacional de Gobierno de Chile de 1810, un piano que perteneció a Bernardo O'Higgins y la banda presidencial de José Miguel Carrera, entre otros.
- República: Contiene objetos relacionados con la Guerra del Pacífico, la Revolución de 1891, y la incorporación de la Isla de Pascua al territorio chileno, entre otros acontecimientos.
- Modernidad: Muestra que contiene objetos relacionados con los siglos XIX y XX, incluyendo aparatos de radio, cine y tecnologías de comunicaciones. La sección ferroviaria del museo fue inaugurada el 17 de septiembre de 2001; entre las máquinas exhibidas se encuentra la locomotora del Tipo 57 N° 599.[3]
- Armas: Exhibe armamento utilizado desde la antigüedad hasta la Segunda Guerra Mundial.
- El gran rescate: Sala donde se exhiben elementos de la minería alusivos al famoso rescate de los 33 mineros atrapados en la Mina San José en el año 2010. Esta colección posee también una réplica de la cápsula Fénix II, en la que estos mineros fueron rescatados.
- Salón del Automóvil: Posee modelos de vehículos de diversas épocas, incluyendo un Dupressoir La Ponette de 1903, un Ford A de 1931 y el monoplaza que utilizó el piloto chileno Eliseo Salazar cuando participaba en la categoría Indy Car.

## Galería

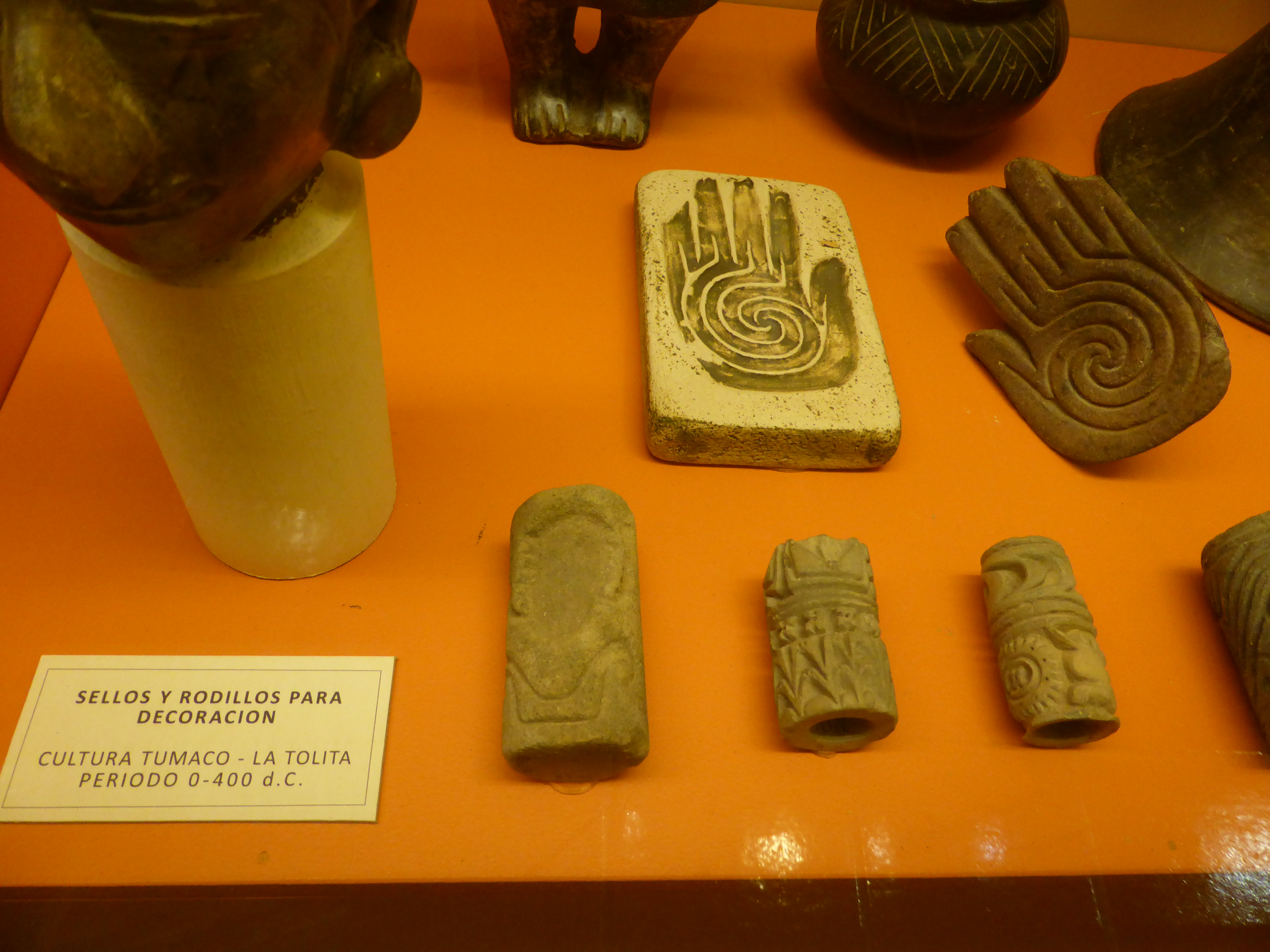
Vitrina con objetos de la cultura Tumaco-La Tolita. Estos sellos y rodillos para decoración se calcula que son del periodo 0-400 d. C.
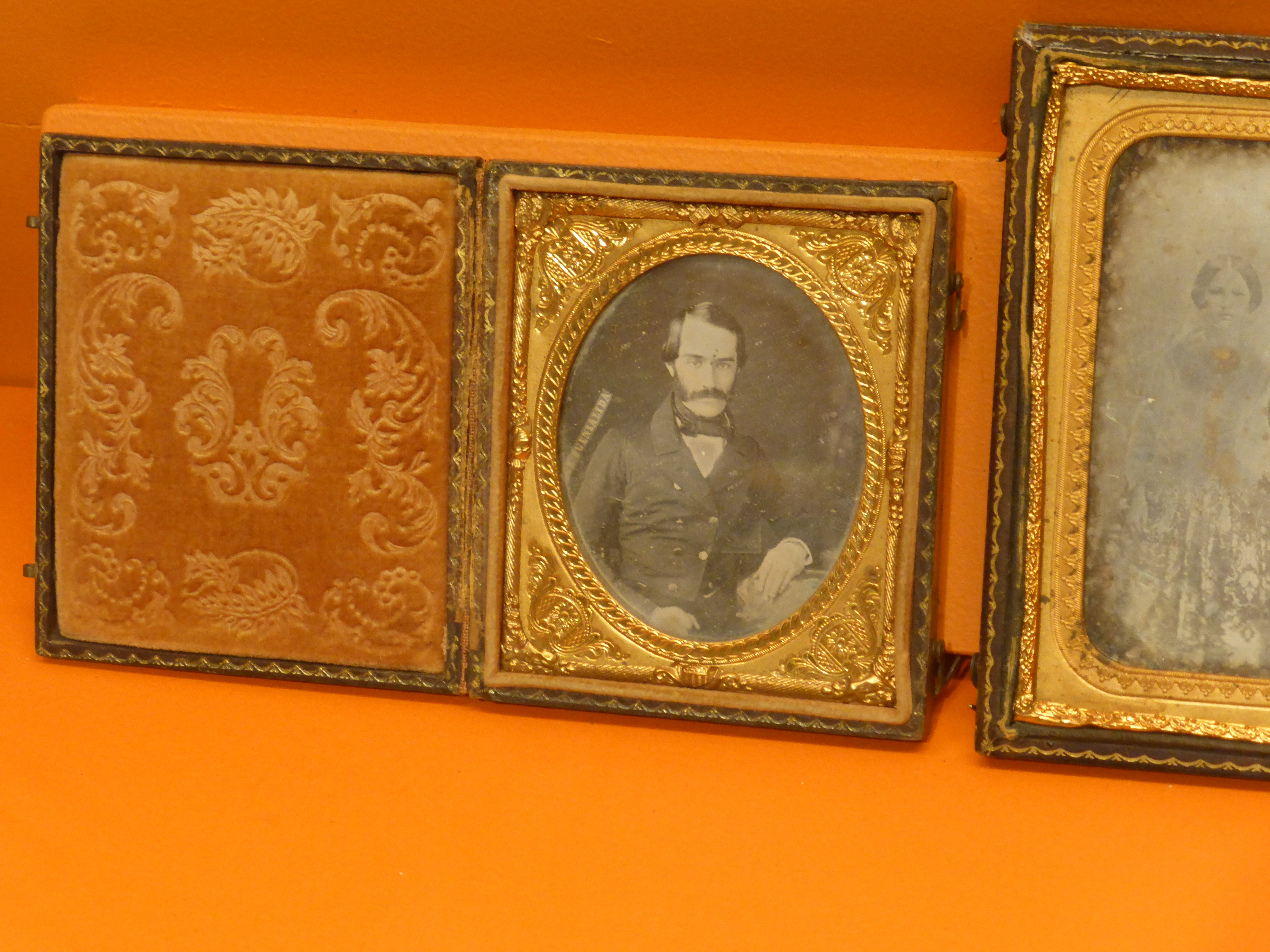
Retrato al daguerrotipo, realizado por Fuenzalida, que trabajó entre los años 1845 y 1857, en Valparaíso y Santiago de Chile.
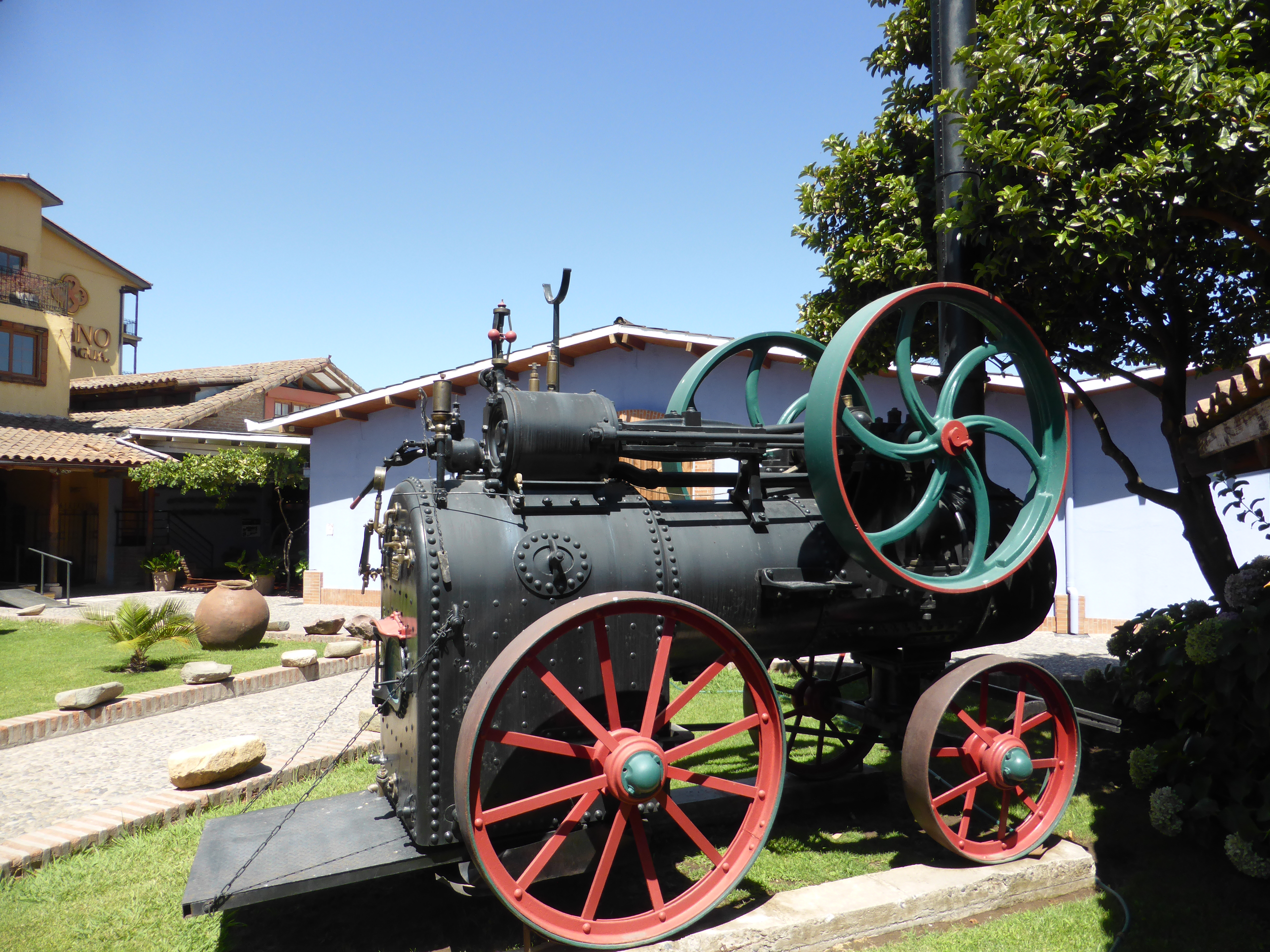
Maquinaria agrícola. Locomóvil fabricado en Inglaterra por Ransomes, Sims & Jefferies, a comienzos del siglo XX.
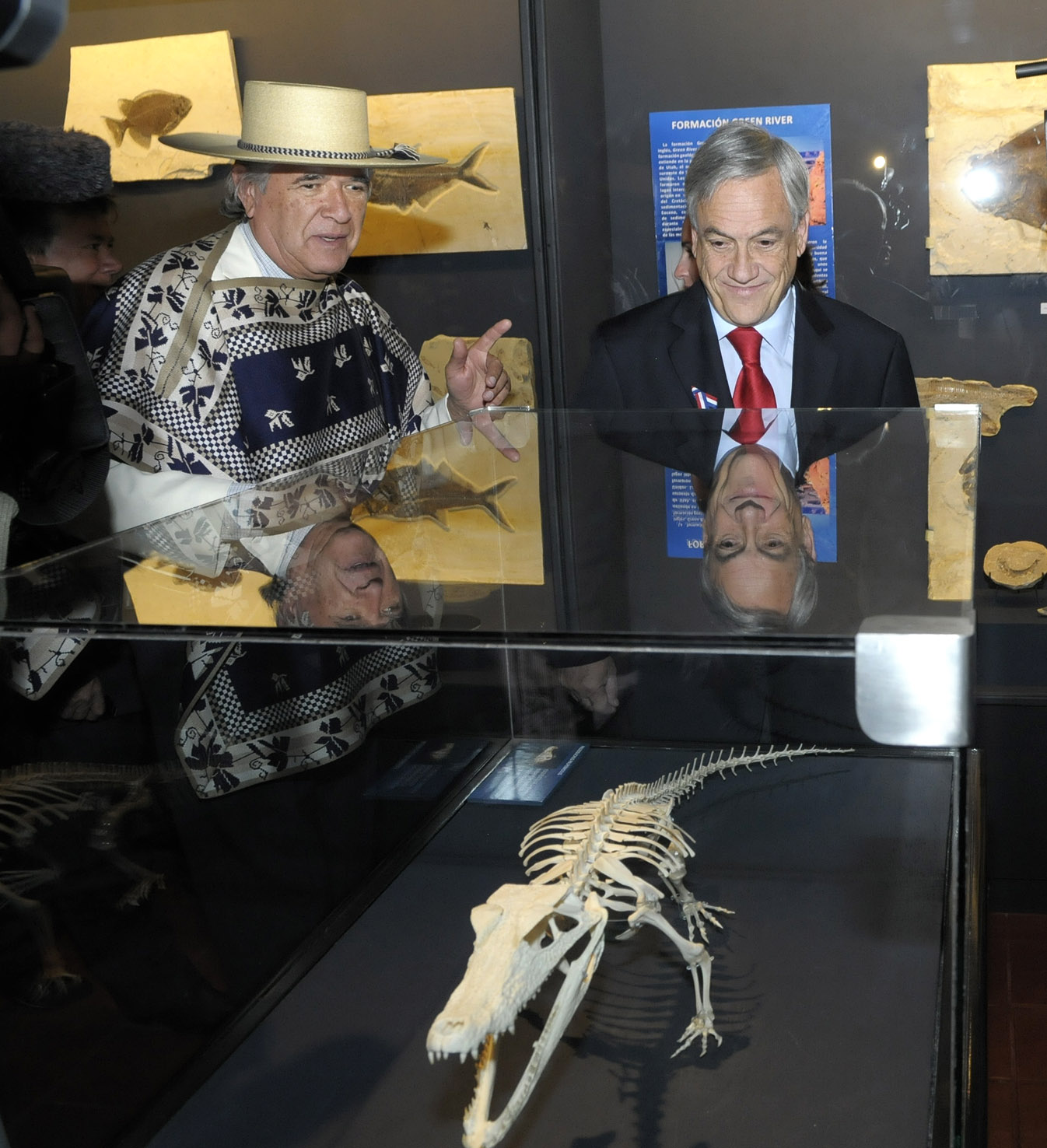
Carlos Cardoen y Sebastián Piñera en la reinauguración del museo.